# Marano Ticino
Marano Ticino är en ort och kommun i provinsen Novara i regionen Piemonte i Italien. Kommunen hade 1 651 invånare (2018).